# Bandit Bandit
Bandit Bandit est un groupe de rock français. Le groupe est fondé en 2019 à Montpellier.

## Historique
Bandit Bandit est formé en 2019 par Maëva Nicolas et Hugo Herleman. Le duo se rencontre en 2015 à Montpellier sur l'application Tinder. Hugo Herleman est alors guitariste dans le groupe anglophone Kursed tandis que Maëva est attachée de presse. Leur premier EP éponyme paraît le 11 octobre 2019. En 2020, ils sont sélectionnés parmi les jeunes espoirs des Francofolies de La Rochelle et du Printemps de Bourges, puis sort un nouvel EP, Tachycardie, en 2021,. Bandit Bandit s'établit alors à Lyon et sort son premier album, 11:11 le 29 septembre 2023,,,,,.

## Style musical et influence
Le style de Bandit Bandit est proche du rock avec de fortes sonorités psyché, marquées par des riffs et des rythmes brutaux. Ils sont notamment influencés par des groupes comme Queens of the Stone Age, Black Rebel Motorcycle Club ou encore les Black Angels. Les textes sont quant à eux écrit en français et en anglais.

## Membres
- Maëva Nicolas : chant
- Hugo Herleman : guitare
- Anthony Avril : batterie
- Ari Moitier : basse

## Discographie

### Albums studio
- 2023 : 11:11

### EPs
- 2019 : Bandit Bandit
- 2021 : Tachycardie